# День независимости Сингапура
День независимости Сингапура — главный национальный праздник Сингапура. Отмечается 9 августа. Иногда праздник называют просто «parade» («парад»).

## История и празднование
День независимости в Сингапуре традиционно празднуется ежегодно с 1965 года и приурочен к обретению Сингапуром независимости от Малайзии и выхода из её состава. В этот день было подписано соглашение, позволившее Сингапуру обрести независимость.
Празднование во много схоже с празднованием в России Дня Победы. В стране проходят народные гуляния, участниками которого становятся тысячи жителей страны.
Несмотря на точную дату проведения праздника, подготовка к нему и его празднование начинаются уже в июле. Каждые выходные устраиваются различные фестивали и концерты. За неделю до самого праздника проходит репетиция парада.
Главным событием праздника является традиционный большой военный парад. Каждый год для парада выбирается определённая тематика.
Кроме того, в этот день в Сингапуре проходит автошоу. Венцом праздника становится вечерний салют. Он продолжается в течение 15 минут. Во время салюта ведётся стрельба из 9 орудий, создающая впечатление, будто город утопает в море огня.